# Wen Tianxiang
Wen Tianxiang (Chinees: 文天祥) (Ji'an, 6 juni 1236 - 9 januari 1283) was een Chinese geleerde en legergeneraal ten tijde van het einde van de Zuidelijke Song-dynastie. Zijn familienaam was Wen (文). Het nageslacht van zijn broer speelt in de Hongkong New Territories al eeuwen een belangrijke economische en politieke rol.
Wen Tianxiang staat bekend om zijn verzet tegen de Mongolen en de invasie van Kublai Khans troepen in het Song Rijk. In de Chinese cultuur wordt 'meneer Wen' gezien als een symbool van Chinees nationalisme en rechtvaardigheid. Er zijn tempels gewijd aan Wen Tianxiang.
In 1278 werd hij door de Yuan soldaten van Kublai Khan gevangengenomen. Hij kreeg de optie om de nieuwe Mongoolse dynastie te dienen. Wen Tianxiang was trouw aan de oude dynastie en keizer en weigerde zijn nieuwe baan. Hierop werd hij door de Mongolen gevangengezet voor vier jaar. In zijn gevangenschap schreef hij het gedicht 'Lied van de Rechtvaardige'. In 1283 werd hij op 46-jarige leeftijd ter dood veroordeeld voor zijn loyaliteit aan de oude dynastie.
Wen Tianxiang is afgebeeld in de Wu Shuang Pu geschreven door Jin Guliang.